# Festival Televisivo de la Canción de la UAR 2012
El I Festival Televisivo de la Canción de la UAR (oficialmente ABU TV Song Festival 2012) se celebró en el KBS Concert Hall en la capital de Corea del Sur, Seúl, el 14 de octubre de 2012, con la participación de 11 países de la zona Asia-Pacífico. Coincidió con la 49.ª Asamblea general de la Unión Asia-Pacífica de Radiodifusión también celebrada en la capital surcoreana.

## Países Participantes
Once países participaron en el primer Festival Televisivo de la Canción de la UAR. En un principio se esperaba que doce fueran los países participantes, pero Mongolia se retiró del festival el 14 de septiembre de 2012; la canción con la que iba a participar este país era "Nudnii shil" (Sombras), interpretada por Naran.

## Canciones
| #  | País          | Artista(s)                           | Canción              | Idioma           | Traducción al español |
| -- | ------------- | ------------------------------------ | -------------------- | ---------------- | --------------------- |
| 01 | Singapur      | Taufik Batisah                       | "Usah Lepaskan"      | Malayo           | "No lo dejes ir"      |
| 02 | Australia     | Havana Brown                         | "We Run the Night"   | Inglés           | "Dominamos la noche"  |
| 03 | Sri Lanka     | Arjuna Rookantha & Shanika Madhumali | "Me Jeewithe (මේජීවිතේ)" | Singalés         | "Esta vida"           |
| 04 | Malasia       | Hafiz                                | "Awan Nano"          | Malayo           | "Nano-nubes"          |
| 05 | Vietnam       | Lê Việt Anh                          | "Mây"                | Vietnamita       | "Nube"                |
| 06 | Japón         | Perfume                              | "Spring Of Life"     | Japonés          | "Fuente de vida"      |
| 07 | Hong Kong     | Alfred Hui (許廷鏗)                  | "Ma Ngai (螞蟻)"     | Cantonés         | "La Hormiga"          |
| 08 | Indonesia     | Maria Calista                        | "Karena Ku Sanggup"  | Indonesio        | "Porque puedo"        |
| 09 | China         | Cao Fujia (曹芙嘉)                   | "Qian gua (牵挂)"    | Mandarín         | "No se preocupe"      |
| 10 | Afganistán    | Hameed Sakhizada (حمید سخی زاده)     | "Folk Music"         | Persa            | "Música folk"         |
| 11 | Corea del Sur | TVXQ                                 | "Catch Me"           | Inglés & Coreano | "Atrápame"            |

## Retransmisión Internacional
Se invita a cada país participante para emitir el festival a través de sus respectivas redes y proporcionar comentarios en los idiomas nativos. El festival no fue retransmitido en directo, aunque cada cadena de televisión de los países participantes declaró que retransmitirían el festival entre octubre y noviembre de 2012, con una audiencia estimada de 2 mil millones de personas. El festival puede ser retransmitido igualmente por cualquier cadena de televisión perteneciente a la Unión Asia-Pacífica de Radiodifusión.
| País          | Organismo                     | Siglas                     |
| ------------- | ----------------------------- | -------------------------- |
| Afganistán    | Radio Television Afghanistan  | RTA                        |
| Australia     | Special Broadcasting Service  | SBS                        |
| China         | Zhōngguó Zhōngyāng Diànshìtái | Archivo:CCTV logo.png CCTV |
| Hong Kong     | Television Broadcasts Limited | TVB                        |
| Indonesia     | Televisi Republik Indonesia   | TVRI                       |
| Japón         | Nippon Hoso Kyokai            | NHK                        |
| Malasia       | Radio Television Malaysia     | RTM                        |
| Singapur      | MediaCorp                     | MediaCorp                  |
| Sri Lanka     | MTV Channel (Pvt) Ltd         | MTV                        |
| Vietnam       | Vietnam Television            | VTV                        |
| Corea del Sur | Korean Broadcasting System    | KBS                        |

## Predecesor y sucesor
| Predecesor: Primera edición | Festival Televisivo de la Canción de la UAR Seúl 2012 | Sucesor: Hanói 2013 |